# Lapta
Lápithos ou Lápethos (grec moderne : Λάπηθος), ou Lapta (turc : Lapta), est une ville de Chypre ayant en 2011 une population de 7 839 habitants.
Une tradition mythologique affirme que Lápithos a été fondée par les frères Praxandre (Praxandros) et Céphée (Cepheus), cités par plusieurs ouvrages dont l'Alexandra de Lycophron. Praxandros étant le quatrième ou le cinquième oikiste de Chypre. Selon Strabon également, l'ancienne colonie de Lapathus, dont le site est proche, a été fondée par les Spartes.
Dans les inscriptions assyriennes, Lápithos est mentionné comme l'un des royaumes chypriotes. Pendant la domination perse, la ville a été colonisée par les Phéniciens pendant un certain temps. Le dernier roi indépendant, Praxippos, a été soumis par Ptolémée Ier en 312 avant J.-C..